# Wilhelm van Lent
Wilhelm van Lent (* 6. August 1924; † 15. Dezember 1980) war ein niederländischer Fußballspieler.
Der Stürmer spielte in seiner Heimat bei Hermes DVS in Schiedam, ehe er 1950 als Profi in die französische Division 1 ging. Seine erste Station war der OSC Lille, der in dieser Saison das Finale der Coupe Latine erreichte. Nach einem Jahr wechselte van Lent innerhalb der ersten Liga zum RC Lens. Gleich in seiner ersten Spielzeit war er hier mit 18 Treffern bester Torschütze seiner Mannschaft in der Liga. Insgesamt kam van Lent in der Division 1 57-mal zum Einsatz und erzielte dabei 32 Tore. Später war er auch bei AS Troyes-Savinienne aktiv.
Im März 1953 gehörte er als Reservespieler zum Kader niederländischer Auslandsprofis beim Watersnoodwedstrijd, einem Benefizspiel in Paris gegen die französische Nationalmannschaft zugunsten der Opfer der Flutkatastrophe von 1953.